# Paonidia pentaptila
Paonidia pentaptila är en fjärilsart som beskrevs av Edward Meyrick 1902. Paonidia pentaptila ingår i släktet Paonidia och familjen nattflyn. Inga underarter finns listade i Catalogue of Life.